# Spovar
Spovar (Numeniini) är vadarfåglar som kategoriseras som en tribus inom familjen snäppor.

## Utseende
Spovar tillhör de största arterna inom familjen snäppor och gemensamt för alla arter är att de har en lång eller mycket lång näbb och långa ben. Arterna inom släktet Limosa har en rak eller svagt uppåtböjd näbb medan arterna inom släktet Numenius istället har en nedåtböjd näbb.

## Utbredning
Spovarna är flyttfåglar som häckar på norra halvklotet, både i palearktis och nearktis. Ett antal av arterna tillhör fågelvärldens riktiga långflyttare, exempelvis alaskaspov och myrspov.

## Taxonomi
Spovarna är en av de mest uråldriga utvecklingslinjerna bland snäpporna (Scolopacidae) och dess närmsta släkting är piparsnäppan (Bartramia longicauda). Spovarna delas upp i de två släktena Limosa och Numenius som ofta delas upp i fyra respektive åtta arter. Vissa taxonomer, som exempelvis Sibley (1996), kategoriserar underarten N. p. hudsonicus som den goda arten N. hudsonicus.

### Släkten och arter
- Limosa (4 arter)
  - Rödspov (Limosa limosa)
  - Hudsonspov (Limosa haemastica)
  - Myrspov (Limosa lapponica)
  - Präriespov (Limosa fedoa)
- Numenius (8 arter)
  - Dvärgspov (Numenius minutus)
  - Bärspov (Numenius borealis)
  - Småspov (Numenius phaeopus)
  - Alaskaspov (Numenius tahitiensis)
  - Smalnäbbad spov (Numenius tenuirostris)
  - Storspov (Numenius arquata)
  - Orientspov (Numenius madagascariensis)
  - Långnäbbad spov (Numenius americanus)

## Bildgalleri

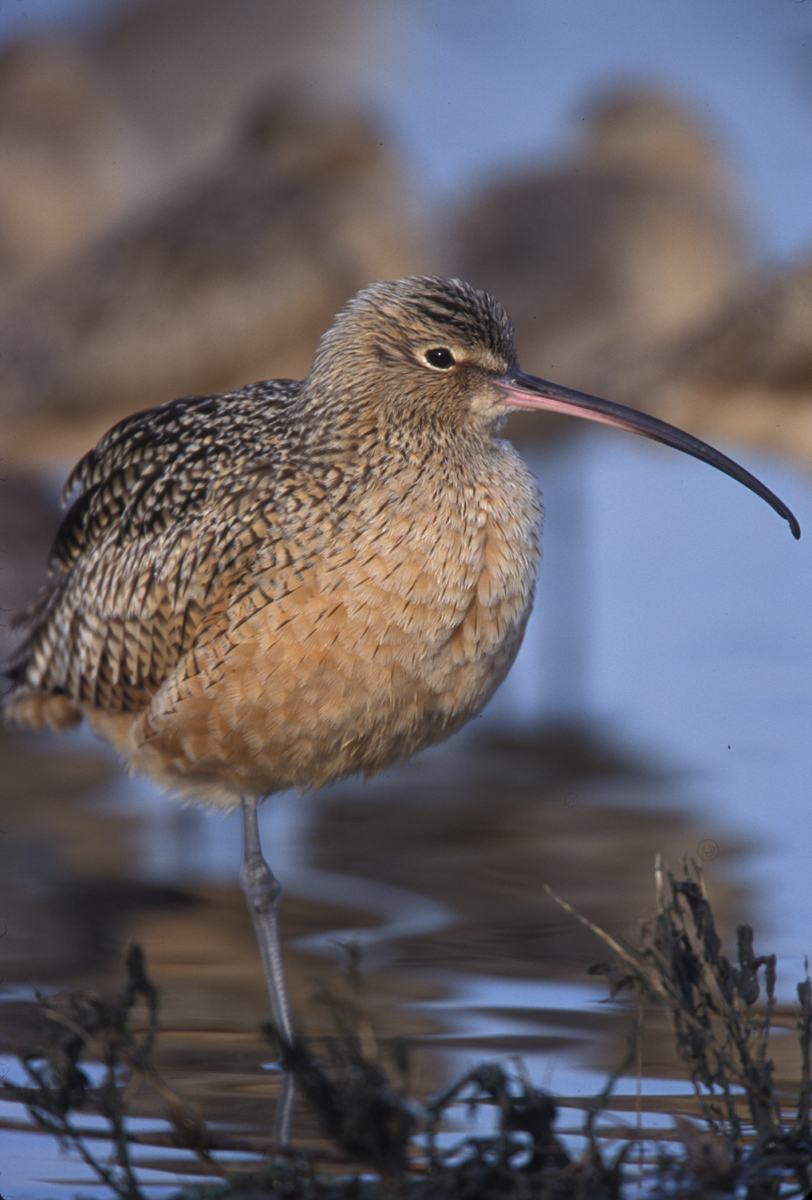
långnäbbad spov (Numenius americanus)
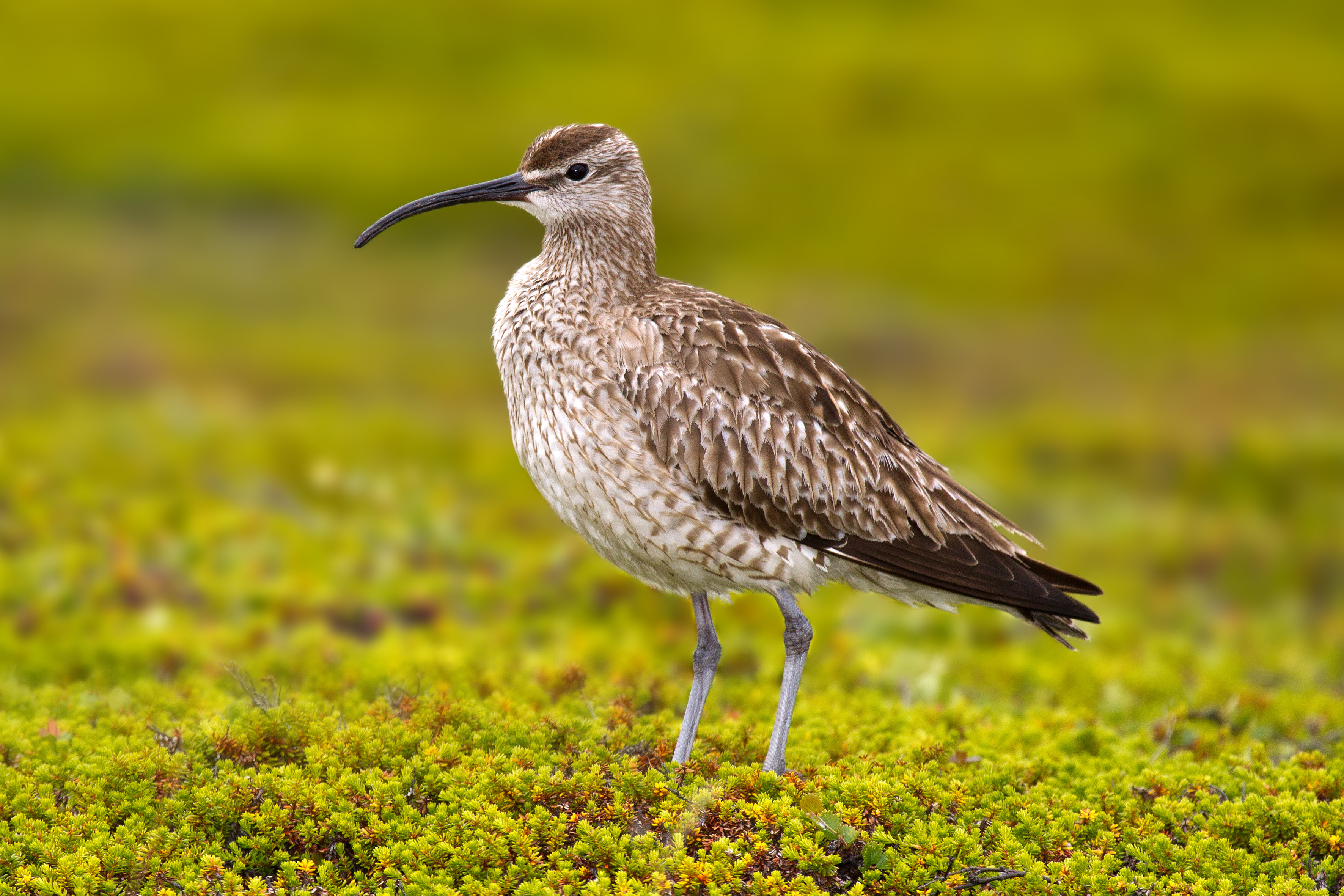
småspov av underarten Numenius phaeopus phaeopus
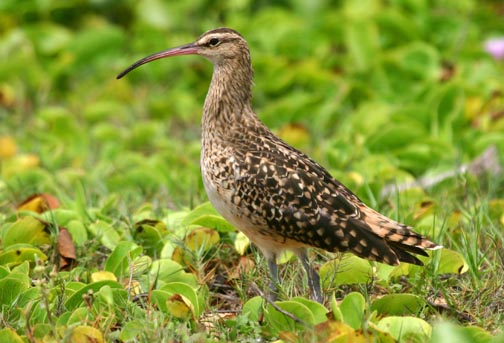
alaskaspov (Numenius tahitiensis)
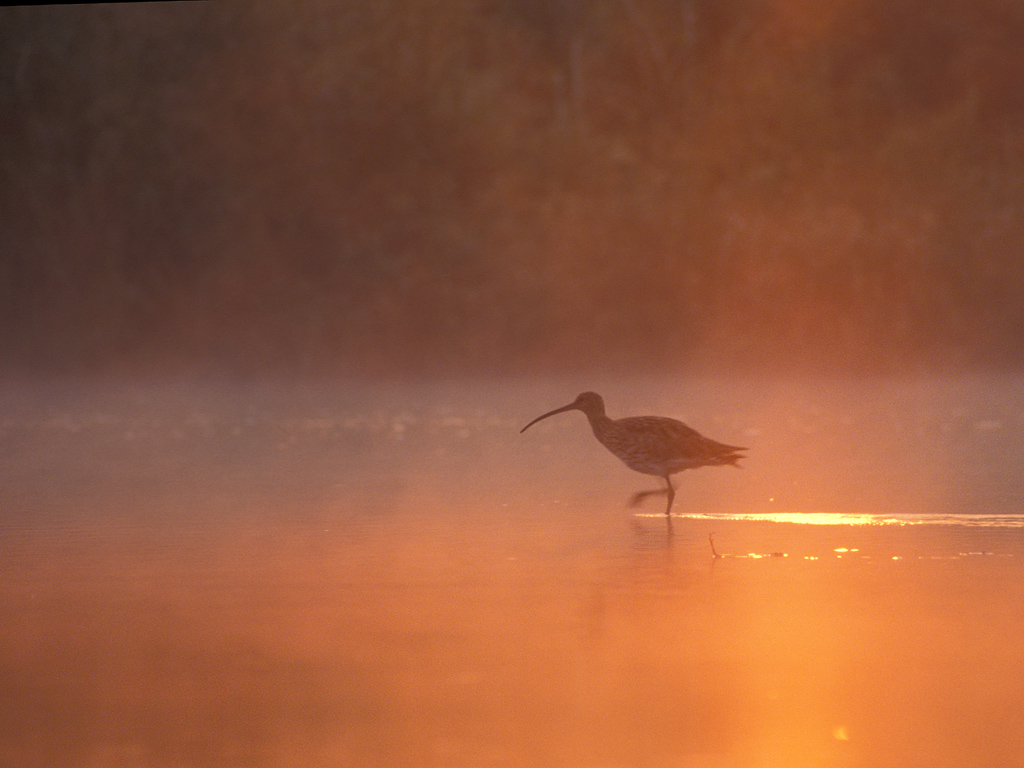
storspov (Numenius arquata)